# جورجي هاوارد
جورجي هاوارد (بالإنجليزية: George Howard)‏ (8 أكتوبر 1996 بإنجلترا في المملكة المتحدة - ) هو لاعب كرة قدم بريطاني في مركز الهجوم. لعب مع Box Hill United FC ‏ وEastern Lions SC ‏.

## وصلات خارجية
- جورجي هاوارد على موقع قاعدة بيانات كرة القدم.إي يو (الإنجليزية)
- جورجي هاوارد على موقع قاعدة بيانات كرة القدم.إي يو (الإنجليزية)
- جورجي هاوارد على موقع Soccerway.com (الإنجليزية)